# Green Howards
I Green Howards (altrimenti noto con il nome di Yorkshire Regiment) è stato un reggimento di fanteria leggera dell'esercito britannico.